# HD 218395
HD 218395，又名BD+32 4587，SAO 73010、HR 8798，是一颗恒星，视星等为6.02，位于銀經98.92，銀緯-25.15，其B1900.0坐标为赤經23h 2m 40.7s，赤緯+32° -25.15′ 5″。